# Hải An, Ninh Bình
	Hải An		là một xã thuộc tỉnh Ninh Bình, Việt Nam.

## Địa lý
Trụ sở xã nằm cách phường Hoa Lư - trung tâm tỉnh lỵ Ninh Bình 32 km về phía Đông Nam, có vị trí địa lý:
- Phía tây giáp xã Nghĩa Sơn.
- Phía nam giáp xã Hải Thịnh.
- Phía bắc giáp xã Minh Thái và xã Ninh Cường.
- Phía đông bắc giáp xã Hải Anh và xã Hải Xuân.

Xã Hải An	có diện tích:	25,19	km², 	dân số:	26.920	người, mật độ dân số: 	1069	người/km². 	
Đây là đơn vị có diện tích xếp thứ:	72	, số dân xếp thứ: 	88	và mật độ dân số xếp thứ: 	78	trong số 129 xã, phường ở Ninh Bình. 
Xã này nằm trên Quốc lộ 21B, và cũng là nơi có sông Ninh Cơ chảy qua.

## Lịch sử
Theo Nghị quyết số 1674/NQ-UBTVQH15 ngày 16/6/2025 về sắp xếp các đơn vị hành chính cấp xã của tỉnh Ninh Bình năm 2025, Theo đó, sắp xếp toàn bộ diện tích tự nhiên, quy mô dân số của các xã Hải Phong, Hải Giang và Hải An thành xã mới có tên gọi là xã Hải An.